# Jacinta van Lint
Jacinta van Lint (n. 27 martie 1979, Noul Wales de Sud, Australia) este o înotătoare ce a reprezentat Australia, medaliată olimpică. A participat la o ediție a Jocurilor Olimpice (2000) în care a câștigat două medalii de argint.